# 東部湯の丸サービスエリア

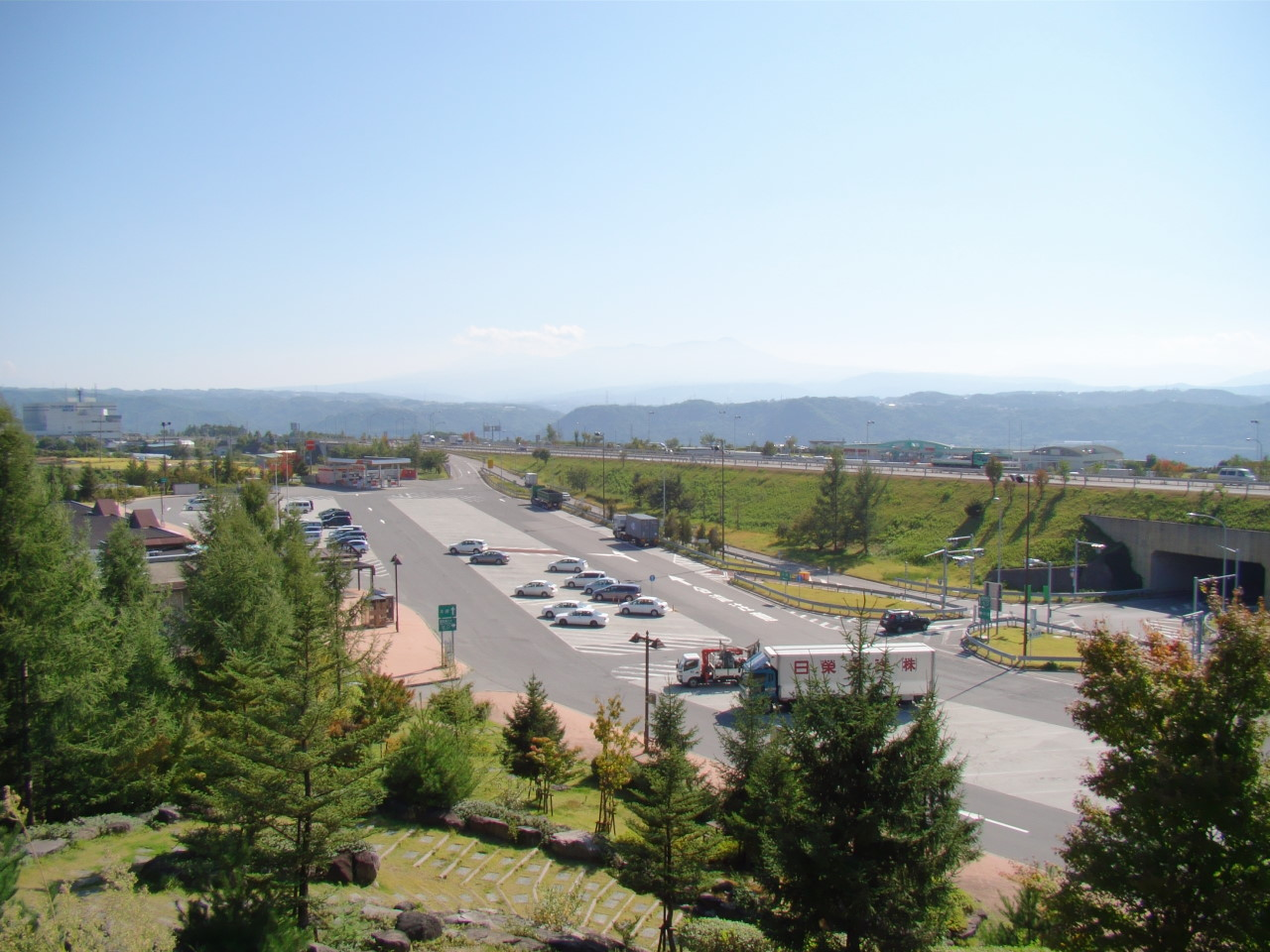
施設遠景（2008年10月）

東部湯の丸サービスエリア（とうぶゆのまるサービスエリア）は、長野県東御市にある上信越自動車道のサービスエリアである。東部湯の丸IC、東部湯の丸バスストップが併設されている。
インターチェンジとサービスエリアの構造上、東部湯の丸インターチェンジから藤岡（上り線）方面へ流入する場合は当サービスエリアへの立ち寄りが可能であるが、上越（下り線）方面へ流入する場合は、サービスエリアへの立ち寄りはできずに、そのまま本線へ流入することになる。

## 道路
- E18 上信越自動車道

## 施設
インフォメーション・FAXサービスは廃止された。

### 上り線（藤岡方面）
- 駐車場
  - 大型 52台
  - 小型 78台
- トイレ
  - 男性 大6（和式2・洋式4）・小16
  - 女性 20（和式2・洋式18）
    - 同伴の男児用 1

  - 車椅子用 1

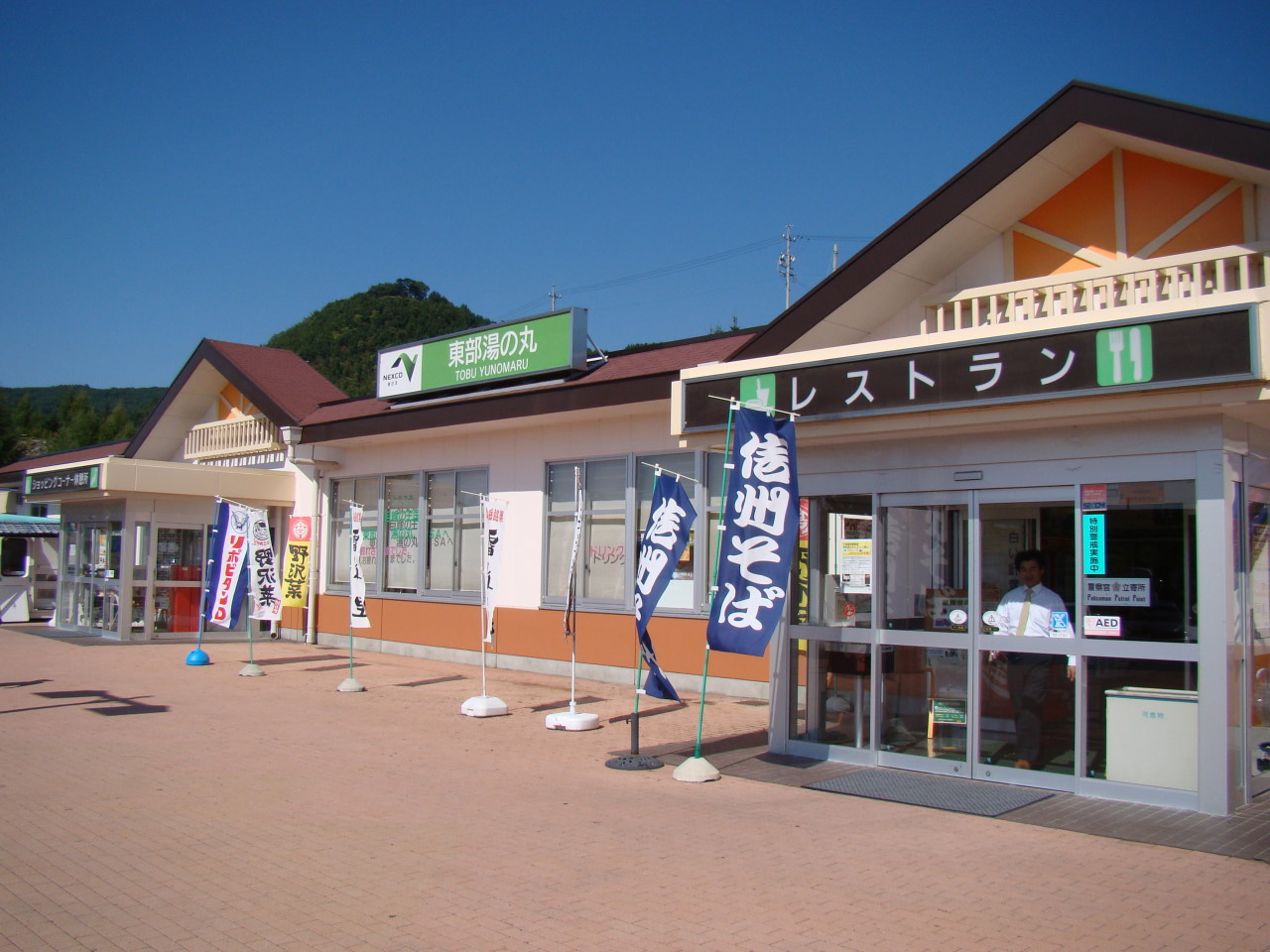
上り施設

- ガソリンスタンド（ENEOS（武重商会）、24時間）
- 給電スタンド（24時間）
- バス停留所
- レストランベニヤ（ホテル紅や、9:00-21:00）
- スナック（24時間）
- ショッピング（24時間）
- 自動販売機
- ハイウェイ情報ターミナル
  - エリアスタンプは布引観音と海野宿である。

### 下り線（長野・上越方面）
2021年7月31日より、下り線の施設運営者が千曲観光から荻野屋に変更された。
- 駐車場
  - 大型 52台
  - 小型 78台
- トイレ
  - 男性 大6（和式2・洋式4）・小16
  - 女性 20（和式2・洋式18）
    - 同伴の男児用 1

  - 車椅子用 1
- ガソリンスタンド（出光興産（東洋）、7:00-22:00）
- 給電スタンド（24時間）
- バス停留所
- レストラン「塔」（11:00-15:00）[2]
- フードコート「たびーとキッチン」（荻野屋、24時間）
- ショッピング（24時間）
- 無人販売店舗「東部湯の丸GO」（24時間）[3]
- ベーカリー「Bread's Court」（8:00-20:00）
- 別棟「峠の釜めし売店」（荻野屋、10:00-17:00）
- 自動販売機
- ハイウェイ情報ターミナル
  - エリアスタンプは小諸城址 懐古園と上田ローマン橋である。
- 高速道路六千キロ開通記念碑

## 東部湯の丸バスストップ

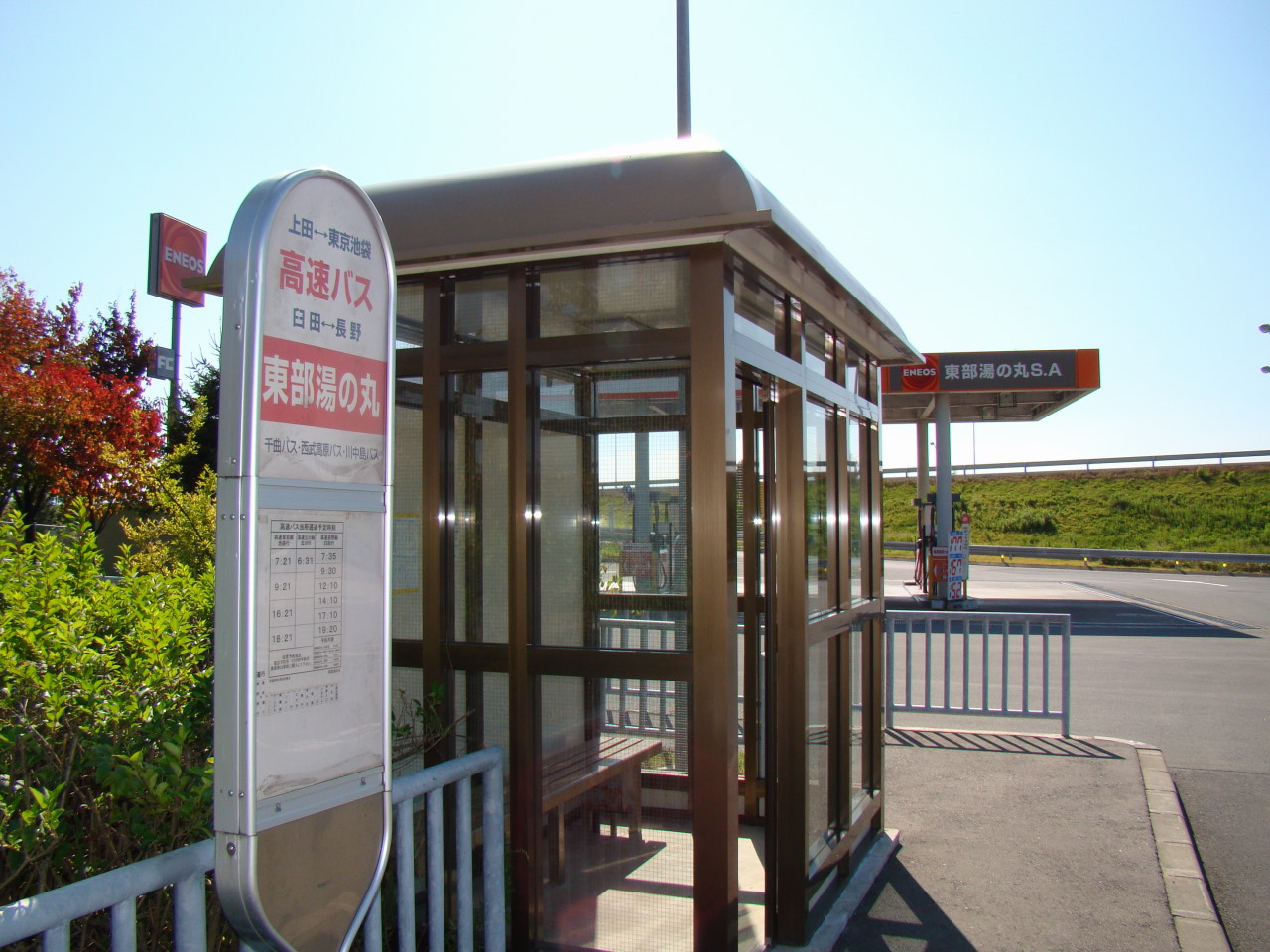
東部湯の丸バスストップ（2008年10月）

東部湯の丸バスストップ（とうぶゆのまるバスストップ）は、東部湯の丸サービスエリア内に併設されている高速バス停留所である。

### 停車する路線
- 池袋 - 上田線 （千曲三線）
- 立川 - 上田線 （立川線）
小諸高原BS - 東部湯の丸BS -  住吉 （上田市）
- 小諸・上田・長野 - 京都・大阪（青春ドリーム信州号）
佐久平駅 - 東部湯の丸BS -  上田駅
- 東京 - 長野線（WILLER EXPRESS）

近傍にジェイアールバス関東小諸支店があることから、東京と金沢を結ぶ「金沢エクスプレス号」、「ドリーム金沢号」、「グランドリーム金沢号」、「青春ドリーム金沢号」が当バス停でジェイアールバス関東と西日本ジェイアールバスの乗務員が交代するが客扱いは行わない。

## 隣
E18 上信越自動車道
(8)小諸IC - (9)東部湯の丸IC/SA - (10)上田菅平IC

## 山岳展望板
2017年1月、展望板に、燕岳から大天井岳への稜線を「穂高連峰」とする誤表示が、20年間も放置されていることが分かった。道路と施設を管理する東日本高速道路も誤りを認め、この展望板を撤去する方針を示した。これまで、誤記についての苦情や指摘は寄せられていないという。